# Dorfkirche Vogelsdorf

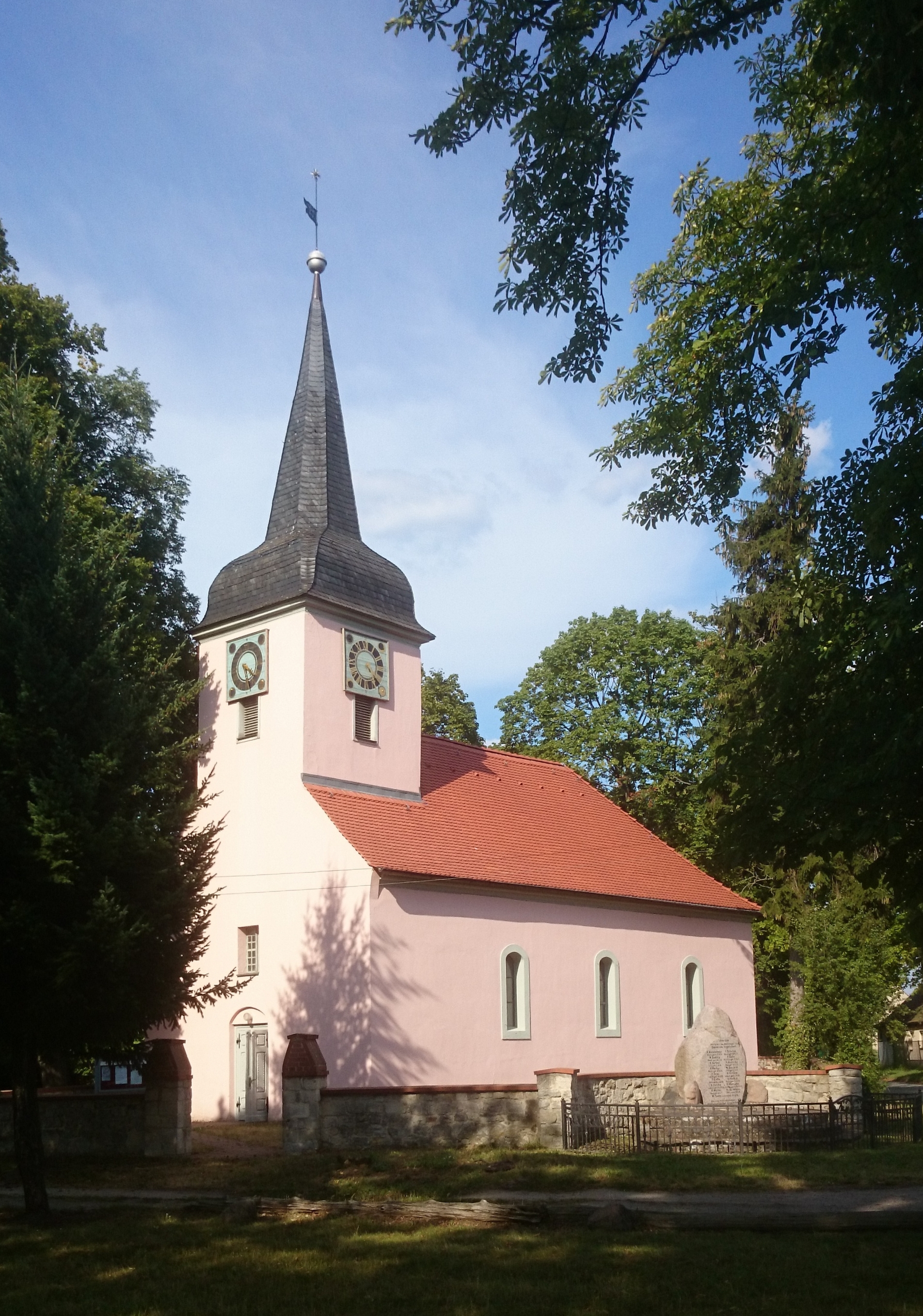
Dorfkirche Vogelsdorf (Fredersdorf-Vogelsdorf)

Die evangelische, denkmalgeschützte Dorfkirche Vogelsdorf steht in Fredersdorf-Vogelsdorf, einer Gemeinde im Landkreis Märkisch-Oderland in Brandenburg. Sie gehört zur Kirchengemeinde Mühlenfließ im Kirchenkreis Berlin Süd-Ost der Evangelischen Kirche Berlin-Brandenburg-schlesische Oberlausitz.

## Beschreibung
Die 1714 errichtete Saalkirche steht an der Stelle, wo im 13. Jahrhundert der Vorgängerbau erbaut worden war. Ihr heutiges Erscheinungsbild entspricht der Erneuerung von 1937/39. Aus dem im Osten abgewalmten Satteldach des Langhauses erhebt sich im Westen ein Dachturm, der die Turmuhr und den Glockenstuhl beherbergt, und der mit einer geschwungenen, schiefergedeckten Haube bedeckt ist. 
Zur Kirchenausstattung gehört ein Kanzelaltar in der Form einer Ädikula mit doppelten Säulen und einem gesprengten Giebel. Der polygonale Korb der Kanzel ist mit Texten aus der Bibel beschriftet.